# Heilige Familiekerk (Kessel-Lo)

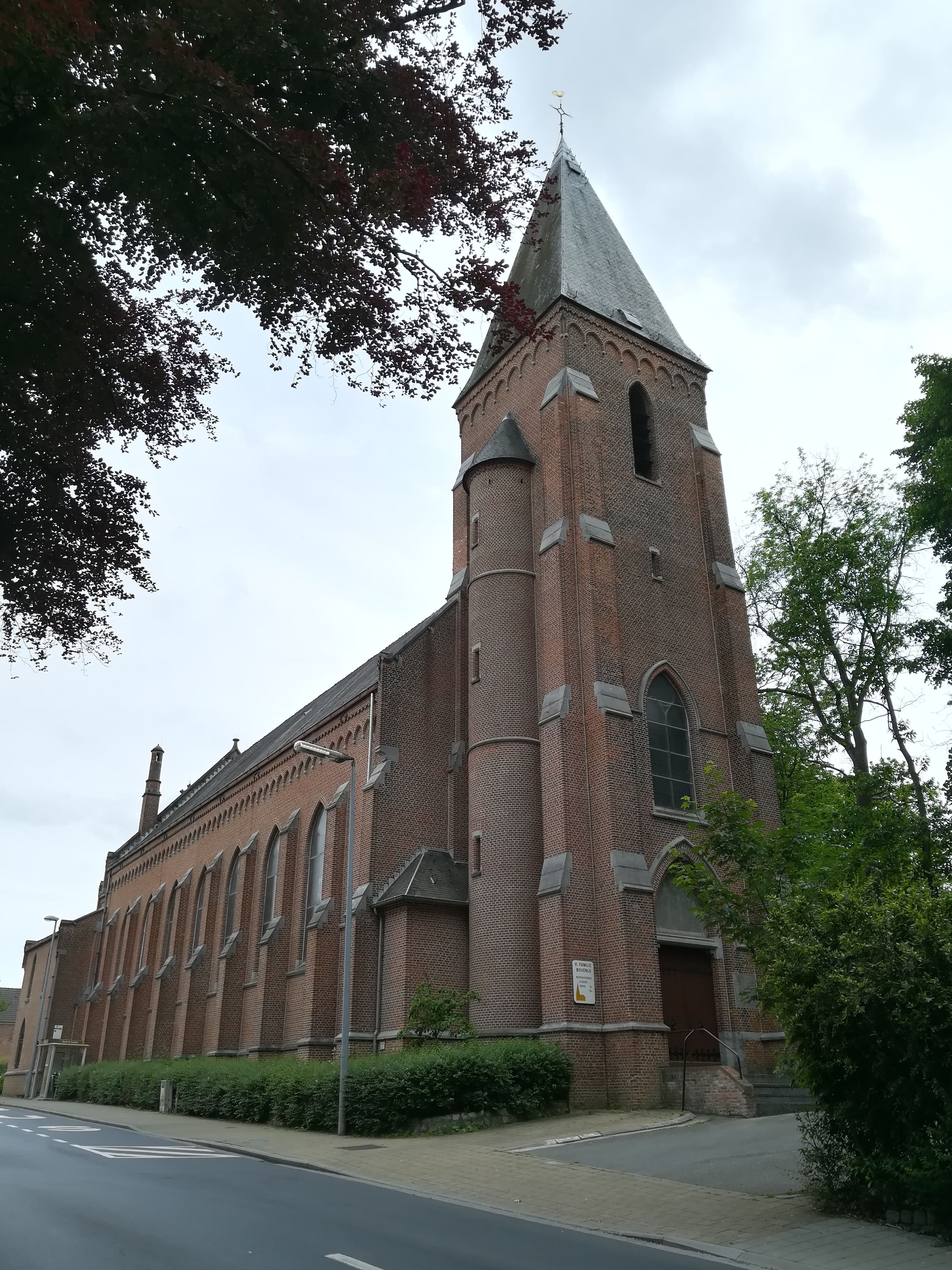
Heilige Familiekerk

De Heilige Familiekerk is een parochiekerk in de tot de Vlaams-Brabantse gemeente Leuven behorende plaats Kessel-Lo, gelegen aan de Heidebergstraat 264.

## Geschiedenis
In 1899 werd de beslissing genomen om in Boven-Lo een parochie op te richten en in 1900 werd deze als zodanig officieel erkend. In dat jaar werd een neogotisch kerkgebouw opgericht naar ontwerp van Joseph François Piscador. Deze architect ontwierp ook de bijbehorende pastorie. In 1900 werd ook nog een klooster en een meisjesschool gebouwd.

## Gebouw
Het betreft een eenbeukige bakstenen kerk met voorgebouwde toren. Deze toren heeft vier geledingen en wordt gedekt door een tentdak. Het kerkmeubilair is neogotisch.